# 俄羅斯公共電視台
俄罗斯公共电视台（俄语：Общественное Tелевидение России，简称，拉丁化简称OTR），是俄罗斯的一家公营电视台，2013年5月19日开播。

## 概要
2012年4月17日，时任俄罗斯总统梅德韦杰夫签署第455号法令，成立俄罗斯公共电视台。根据这一法令，新的俄罗斯公共电视台将由一个名为“公共电视委员会”负责运营，这一委员会成员由“俄罗斯联邦公民议事厅”成员担任，并且其成员不得为俄罗斯政府官员或议会议员。
2012年6月，俄罗斯国家杜马（国会下院）通过了有关成立俄罗斯公共电视台的法案。7月，时任俄罗斯总统普京批准了俄罗斯公共电视台监事会成员名单。9月，时任俄罗斯总理梅德韦杰夫签署决议，宣布俄罗斯公共电视台将是一家独立、非营利的电视台。
2013年5月19日莫斯科时间中午12时，俄罗斯公共电视台正式开播。电视台首任总监阿纳托利·李森科表示，新的公共电视台将成为“讨论俄罗斯社会紧迫问题的新平台”。俄罗斯公共电视台的监事会由25名知名电视人及公众人物组成，并由一家非营利机构运营电视台。其资金来自俄罗斯政府拨款及公众捐款。2013年，该台获得了12亿卢布的资金援助，其中大多来自俄罗斯政府。